# اروان کوئینتین
اروان کوئینتین (انگلیسی: Erwan Quintin؛ زادهٔ ۱ فوریهٔ ۱۹۸۴) بازیکن فوتبال اهل فرانسه است.
از باشگاه‌هایی که در آن بازی کرده‌است می‌توان به باشگاه فوتبال بوردو و باشگاه فوتبال نیم المپیک اشاره کرد.
وی همچنین در تیم ملی فوتبال Brittany بازی کرده‌است.